# Georg Pazderski
Georg Pazderski, né le 6 octobre 1951 à Pirmasens, est un homme politique allemand membre du parti Alternative pour l'Allemagne (AfD), et ancien officier de la Bundeswehr.

## Biographie
Georg Pazderski est né le 6 octobre 1951 à Pirmasens. Militaire à la retraite, il a fait carrière à la Bundeswehr, et atteint le grade d'oberst. Plus tard il fait de la politique et devient membre de l'AfD. En septembre 2016, aux élections régionales de Berlin il est tête de liste de l'AfD, le parti obtient 12,2 % des voix.